# نادي الهلال السعودي موسم 1963–64
موسم نادي الهلال السعودي لكرة القدم 1963-64 الذي يعتبر الموسم السادس في مسيرة نادي الهلال منذ تأسيسه 1957 علي يد الشيخ عبد الرحمن بن سعيد في الرياض، تصدر نادي الهلال دوري المنطقة الوسطى لتصفيات كأس جلالة الملك المعظم حيث فاز على فرقها وآخرها الأهلي بالرياض (نادي الرياض) يوم الجمعة 20 / 7 / 1383 هجرية، ومن ثم تأهل نادي الهلال لمواجهة متصدر المنطقة الشرقية وفاز الهلال على فريق وحدة الخبر يوم الجمعة 18 / 8 / 1383 هجرية، بنتيجة 2 - 1 وبهذا الفوز تأهل للمباراة النهائية على كأس كأس جلالة الملك المعظم وحقق المركز الثاني وصيفياً في بطولة كأس الملك بخسارته من نادي الاتحاد 3 أهداف.

## كأس جلالة الملك المعظم

### بطولة المنطقة الوسطى
| 5 06 ديسمبر 1963 | الهلال | ضدّ        | أهلي الرياض | الرياض              |
| (ت ع م+03:00)    |        | [ Report] |             | الملعب: ملعب الصايغ |

#### بطولة الشرقية
| 03 يناير 1964 | الهلال | ضدّ        | وحدة الخبر | الرياض              |
| (ت ع م+03:00) |        | [ Report] |            | الملعب: ملعب الصايغ |

#### النهائي
| نهائي 10 يناير 1964 | الهلال | 0 – 3    | الاتحاد                 | الرياض              |
| 15:30 (ت ع م+03:00) |        | [Report] | كاتلوج · ابوغنم · مذكور | الملعب: ملعب الصايغ |